# Parapercis colias
Parapercis colias és una espècie de peix de la família dels pingüipèdids i de l'ordre dels perciformes.

## Descripció
- Fa 45 cm de llargària màxima[3] (encara que la seua mida normal és de 35)[4] i 2,5 kg de pes.[3]
- La seua coloració varia segons l'edat: els peixos més grossos són de color blau amb els flancs verdosos i una franja daurada sobre cada ull, mentre que els més petits són clapejats i mostren diferents tonalitats verdes. Els joves són blancs amb una banda ampla marró al llarg dels flancs.[5][6]

## Reproducció
És hermafrodita.

## Alimentació
Menja principalment peixets i crancs, els quals se'ls empassa sencers. El seu nivell tròfic és de 3,87.

## Hàbitat i distribució geogràfica
És un peix marí, demersal (entre 52 i 150 m de fondària) i de clima temperat (34°S-52°S, 163°E-175°W), el qual viu al Pacífic sud-occidental: és un endemisme de les àrees rocalloses de Nova Zelanda (incloent-hi les illes Kermadec i Chatham).

## Estat de conservació
Respon negativament als canvis en la qualitat de l'aigua (augment de la terbolesa i productes químics tòxics en els sediments). No obstant això, aquesta és una amenaça localitzada i es considera que no constitueix un greu perill per al conjunt de la població d'aquesta espècie.

## Observacions
És inofensiu per als humans, la seua longevitat és de 17 anys i té una carn blanca i amb un baix contingut oliós, la qual és apta per a la majoria dels mètodes de cocció.